# BG Group
BG Group Plc foi uma empresa de energia com sede em Reading, nos arredores de Londres, Inglaterra. Foi criada em 1997 quando a British Gas plc procedeu à cisão parcial da Centrica plc e assumiu a denomicação BG plc, a qual foi substituída em 1999 por BG Group plc. A BG Group tem o direito de uso do nome "British Gas" fora do Reino Unido, enquanto o direito de utilizá-lo dentro dos limites daquele país pertence à Centrica.